# 史曾期
史曾期，荆溪人，是一名清朝政治人物。举人出身。
史曾期曾于乾隆十五年(1750年)接替胡格任建宁府知府一职，乾隆二十年(1755年)由李士遴接任。